# Moral de Hornuez
Moral de Hornuez is een gemeente in de Spaanse provincie Segovia in de regio Castilië en León met een oppervlakte van 32,50 km². Moral de Hornuez telt 64 inwoners (1 januari 2016).

## Demografische ontwikkeling
Bron: INE, 1857-2011: volkstellingen